# 1886 en Suisse
Chronologie de la Suisse
- 1882
- 1883
- 1884
- 1885
- 1886
- 1887
- 1888
- 1889
- 1890

Chronologie de la Suisse
1885 en Suisse - 1886 en Suisse - 1887 en Suisse

## Gouvernement au1erjanvier 1886
- Conseil fédéral[1]
  - Adolf Deucher (PRD), président de la Confédération
  - Numa Droz (PRD), vice-président de la Confédération
  - Bernhard Hammer (PRD)
  - Louis Ruchonnet (PRD)
  - Emil Welti (PRD)
  - Wilhelm Hertenstein (PRD)
  - Karl Schenk (PRD)

## Évènements

### Janvier
Vendredi 1er janvier 
- Fondation de la Compagnie ferroviaire du Jura-Neuchâtelois, dans le but de relier Neuchâtel au Locle.

 Mercredi 20 janvier 
- Décès à Merano (Trentin-Haut-Adige), à l’âge de 36 ans, de Balthasar Luchsinger, pharmacologie expérimentale et de toxicologie à l’Université de Berne.

### Février
Vendredi 12 février 
- Décès à Winterthour, à l’âge de 57 ans, du journaliste Salomon Bleuler.

### Mars
Dimanche 21 mars 
- Votation cantonale. Les citoyens du canton du Tessin approuvent la loi sur la liberté de l'Église catholique et sur l'administration des biens ecclésiastiques.

 Samedi 27 mars 
- Inauguration du bâtiment de l’Académie de Neuchâtel.

 Dimanche 28 mars 
- Décès à Paris, à la suite d’un duel, à l’âge de 33 ans, du journaliste et romancier naturaliste Robert Caze.

### Juin
Mardi 1er juin 
- Mise en service de la ligne ferroviaire entre Le Bouveret et Saint-Gingolph (VS). La ligne entre Saint-Gingolph et Évian-les-Bains est inaugurée le même jour.

 Vendredi 4 juin 
- Décès à Genève, à l’âge de 69 ans, de Jacques Adert, ancien directeur du Journal de Genève.

 Mardi 22 juin 
- Décès à Grellingue (BL), à l’âge de 67 ans, de l’entrepreneur et homme politique Nicolas Kaiser.

- À Zurich, 95 serruriers se mettent en grève pour réclamer l’introduction de la journée de 10 heures. Un parqueteur trouve la mort au cours des affrontements avec la police[2],[3].

### Juillet
Jeudi 1er juillet
- Constitution de la compagnie de chemin de fer du Central Vaudois.

 Dimanche 18 juillet 
- Décès à Lucerne, à l’âge de 75 ans, du facteur d’orgue Friedrich Haas.

### Août
Samedi 28 août 
- Mise en service du tronçon Fleurier-Buttes (NE) du Chemin de fer Régional du Val-de-Travers (RVT).

### Septembre
Jeudi 9 septembre 
- Signature à Berne, par les représentants de dix États, de la Convention de Berne pour la protection des œuvres littéraires et artistiques.

 Mardi 21 septembre 
- Inauguration à Montbenon (Lausanne) du Palais fédéral de justice, qui deviendra le Tribunal fédéral (Suisse).

### Octobre
Dimanche 31 octobre 
- Mise en service de la ligne ferroviaire entre Vallorbe et Le Pont (VD).

### Novembre
Lundi 1er novembre 
- Décès à Balerna (TI), à l’âge de 67 ans, de l’archevêque Eugène Lachat, destitué lors du Kulturkampf.

 Lundi 8 novembre 
- Inauguration du funiculaire de Lugano (TI), reliant le centre-ville  à la gare.

 Samedi 6 novembre 
- Création d’un Bureau de contrôle facultatif des montres genevoises, dans le but de protéger l’appellation Genève.

 Dimanche 21 novembre 
- Décès à Lausanne, à l’âge de 56 ans, du poète Eugène Rambert.

### Décembre
Lundi 20 décembre 
- Décès à Zurich, à l’âge de 55 ans, de l’ophtalmologiste Johann Friedrich Horner, qui donna son nom au syndrome de Claude-Bernard-Horner.